# Robert Fowler (1er baronnet)
Pour les articles homonymes, voir Robert Fowler et Fowler.
Robert Fowler, né le 12 septembre 1828 dans le quartier de Tottenham et mort le 22 mai 1891 dans sa résidence de Harley Street à Londres, 1er baronnet, est un homme politique conservateur anglais, élu aux Communes et lord-maire de Londres.
C'est dans sa résidence, et avec sa participation ponctuelle, que se tient la seconde commission d'enquêtes parlementaire liée à la Criminal Law Amendment Bill, à la suite de la campagne du « The Maiden Tribute of Modern Babylon » de W. T. Stead en 1885.